# Емпіріокритицизм
Емпіріокритици́зм, або Другий позитивізм — напрям у філософії кінця 19 століття, етап розвитку позитивізму. Ця філософська течія в найбільшій мірі заперечувала об'єктивне існування матеріального світу окремо від свідомості й поєднання відчуттів. У модифікованому вигляді ця течія розвинулася до третього позитивізму і постпозитивізму, що лежить в основі сучасної філософії науки.
Емпіріокритицизм — філософський напрямок, який започаткував Ріхард Авенаріус (1843—1896). Він являє собою спробу дати загальну теорію досвіду, без будь-яких гносеологічних передумов. Емпіріокритицизм не приймає за відправний пункт ні мислення, чи суб'єкт, ні матерію або об'єкт, але досвід, в тому вигляді, в якому він безпосередньо пізнається людьми; від цієї данності відправляються мислителі всіх можливих напрямків; до яких би висновків не приходив в кінці дослідження ідеаліст або скептик з питання, наприклад, про реальність зовнішнього світу, він принаймні виходить у своїх міркуваннях від тих же безпосередніх даних досвіду, як і матеріаліст і навіть не філософ, наприклад, простолюдин.